# Web Open Font Format
Das Web Open Font Format (WOFF) ist ein komprimierendes Containerformat für Webfonts. Es ist für den Einsatz auf Webseiten vorgesehen.

## WOFF 1.0

### Eigenschaften
Es wurde von den Font-Entwicklern Erik van Blokland und Tal Leming zusammen mit Mozilla-Entwickler Jonathan Kew spezifiziert. Vorteile von WOFF ergeben sich insbesondere bei Schriftarten, die von Internetseiten geladen werden, da die Ladezeiten durch die Komprimierung erheblich verkürzt werden können. WOFF unterstützt Schriftarten, die in bestimmten Formaten wie beispielsweise OpenType oder TrueType gespeichert sind. Nach Dekomprimierung liegt der Zeichensatz wieder in dem Originalformat vor. Darüber hinaus können in einer WOFF-Datei Metadaten abgelegt werden, in denen sich zum Beispiel Informationen über den Ursprung und die Lizenz der Schriftart speichern lassen.

### Verbreitung
WOFF 1.0 ist seit 13. Dezember 2012 Internetstandard des W3C.

#### Browserunterstützung
- Firefox ab V3.6 (21. Januar 2010)[7]
- Google Chrome ab V6.0 (2. September 2010)[8]
- Internet Explorer ab Version 9 (14. Mai 2011, ab Windows Vista verfügbar)[9]
- Microsoft Edge ab Version 12 (29. Juli 2015)
- Konqueror seit KDE 4.4.1 (2. März 2010)
- Opera ab V11.10 (Presto 2.7.81) (12. April 2011)[10]
- Apple Safari ab V5.1  (20. Juli 2011 mit Mac OS X 10.7 Lion)[11]
- Andere WebKit-basierende Browser ab WebKit Build 528

## WOFF 2.0

### Eigenschaften
Der wesentliche Vorteil des Formats für Webschriften liegt an der resultierenden Dateigröße: Statt „bitweise verlustfrei“ werden WOFF2-Dateien „funktionell verlustfrei“ komprimiert. Zudem kommt das äußerst effiziente Kompressionsverfahren Brotli (statt wie ursprünglich geplant LZMA) zum Einsatz, welches die Schriftdatei noch schlanker macht. Bei WOFF2 spricht Google von „bis zu 50 % Größenreduzierung“ gegenüber WOFF.
Im Mai 2014 wurde das Format WOFF 2.0 in W3C offiziell als Public Working Draft manifestiert.

#### CSS-Nutzung
```
 
@
font-face
 
{

    
font-family
:
 
font
;

    
src
:
 
url
(
font
.
woff2
)
 
format
(
"woff2"
),
 
url
(
font
.
woff
)
 
format
(
"woff"
);

 
}

```

#### Browserunterstützung
- Google Chrome ab Version 36[14]
- Opera ab Version 26[15]
- Firefox ab Version 35[16]
- Microsoft Edge ab Version 14[17]
- Apple Safari ab Version 12[18]